# بوکوویتس (شهرستان شفیچه)
بوکوویتس (به لهستانی:  Bukowiec) یک روستا در لهستان است که در گمینا بوکوویتس واقع شده‌است. بوکوویتس ۱٬۲۱۰ نفر جمعیت دارد.